# Hartheim am Rhein
Hartheim am Rhein – gmina w Niemczech, w kraju związkowym Badenia-Wirtembergia, w rejencji Fryburg, w regionie Südlicher Oberrhein, w powiecie Breisgau-Hochschwarzwald, wchodzi w skład wspólnoty administracyjnej Bad Krozingen.

## Współpraca
Miejscowości partnerskie:
- Fessenheim, Francja
- Mindszent, Węgry